# Lugar de Arriba (Lugo)
Lugar de Arriba es una aldea española situada en la parroquia de Fornelas, del municipio de Puebla del Brollón, en la provincia de Lugo, Galicia.

## Geografía
Está situado a 350 metros de altitud, junto al río Cabe.

## Demografía
| Gráfica de evolución demográfica de Lugar de Arriba entre 2000 y 2020 |
|                                                                       |
| Datos según el nomenclátor publicado por el INE.                      |